# فيليكس بيكر (مؤرخ الفن)
فيليكس بيكر (بالألمانية: Felix Becker)‏ هو مؤرخ الفن ألماني، ولد في 27 سبتمبر 1864 في زوندرسهاوزن في ألمانيا، وتوفي في 23 أكتوبر 1928 في لايبزيغ في ألمانيا.